# Une rose pour loyer
Une rose pour loyer est un roman policier médiéval d'Ellis Peters . Se déroulant à l'été 1142, il s'agit du treizième roman de la série Frère Cadfael, publié pour la première fois en 1986. 
Il a été adapté pour la télévision en 1997 par Carlton et Central, et diffusé sur ITV. En France, la série est diffusée sur Canal+ en 1996, puis rediffusée sur Paris Première à partir de 2006.
Le chagrin, l'amour, l'ambition et la cupidité sont les thèmes principaux de ce roman. 
Un jeune moine est trouvé mort, assassiné, à côté d'un rosier blanc dans une maison léguée à l'abbaye par une jeune veuve, Dame Perle. Les incidents et morts se multiplient autour de la jeune veuve, ce qui amène Frère Cadfael à enquêter. Il trouve le meurtrier alors que la veuve fait la paix avec sa perte. 

## Résumé
L'abbaye de Shrewsbury prépare deux événements pour le 22 juin 1142 : honorer le jour de la translation du reliquaire de Sainte Winifred, placé cinq ans plus tôt sur son autel, et payer le loyer dû à la veuve Judith Perle. Trois ans plus tôt, elle a perdu son mari et son enfant à naître en l'espace de vingt jours. À la suite de ces tragédies, elle a fait don de sa maison dans le Foregate à l'abbaye, la moitié de son patrimoine.  L'abbaye doit payer chaque année une seule rose blanche du jardin, livrée en personne, à titre de loyer. Frère Eluric a été désigné pour prendre soin du rosier et livrer la rose. Huit jours avant la fête, il demande à l' abbé Radulfus d'être libéré de ce devoir, tourmenté par son désir de la veuve Perle. L'abbé demande à Niall, le bronzier, qui loue la propriété, de livrer la rose à la place du jeune moine. 
Judith demande à Niall de fabriquer une nouvelle boucle pour une ceinture, dernier cadeau de son défunt mari. Elle est entourée de plusieurs prétendants mais ne souhaite pas se remarier, pleurant toujours la perte de sa famille. Elle envisage de prendre le voile au couvent du gué de Godric et prend conseil auprès de sœur Magdeleine qui lui conseille d'attendre, tout en lui assurant que la porte du couvent lui sera toujours ouverte.  
Niall, veuf, garde sa petite fille avec sa sœur à Pulley, à cinq kilomètres de Shrewsbury. Il revient d'une visite d'une nuit pour constater que le rosier blanc a été abimé à coup de hache. À sa base se trouve le jeune Eluric, mort, un couteau placé à ses côtés. En enquêtant sur la scène du meurtre avec l'abbé et le frère Anselme, Cadfael trouve une empreinte de pas près du mur et prend l'empreinte dans de la cire. Judith arrive pour récupérer la ceinture réparée et Cadfael lui décrit les sentiments d'Eluric pour elle. Cette nuit-là, Judith dit à son serviteur Branwen que, le lendemain matin, elle annulera la charte avec l'abbaye et fera don sans condition de la maison, ce que Branwen relate aux autres serviteurs dans la cuisine. Mais le lendemain, on se rend compte que Judith n'est pas arrivée à l'abbaye. Le shérif, rappelé en ville, Cadfael, et l'abbé Radulfus pensent que Judith a été enlevée, soit pour être mariée de force, soit pour annuler la charte par son absence le jour du loyer. Les recherches commencent. Cadfael trouve sous le pont la boucle en bronze autrefois fermement attachée à la ceinture de Judith, suggérant une lutte. Il trouve également les traces d'un bateau sur la rive. Cadfael fouille la rivière Severn avec Madog, et trouve le bateau volé abandonné en aval. 
Bertred, contremaître dans l'entreprise de Judith, croit savoir où elle est détenue après avoir participé aux recherches dans la journée. Tard dans la nuit, il se rend dans la salle des comptes désaffecté d'Hynde, dans une dépendance qui sert à ranger les pinces à laine. La salle en question n'était pas connue des chercheurs pendant la journée. Bertred entend Judith Perle à l'intérieur avec son geôlier, Vivian Hynde. Bien que confinée, Judith contrôle la situation. Vivian supplie Judith de l'épouser, mais elle le rejette avec mépris. Bertred, en équilibre sur une structure en bois qui cède, tombe ; le bruit alertent ceux qui sont à l'intérieur et le chien de garde de la propriété. Bertred court vers la rivière pour s'échapper, poursuivi par le gardien et son chien. Le gardien lui donne un coup sur la tête mais Bertred réussit à plonger dans l'eau, heurte des rochers sur le banc de la rivière et perd connaissance. Le gardien suppose que l'intrus traverse la rivière à la nage. 
Dans le comptoir, Judith convint Vivian de l'emmener chez sœur Magdeleine au Gué de Godric, où elle dira qu'elle a été en retraite, et promet de ne pas révéler le rôle de Vivian à son retour en ville. Elle veut que sa réputation soit intacte. Il accepte et il l'emmène dans la maison de sa mère jusqu'à ce qu'ils puissent se diriger vers la Gué de Godric sous couvert de la nuit. Quelqu'un voit Bertred inconscient au bord de la rivière et le jette dans le courant. Cadfael, travaillant près de la rivière le lendemain matin, trouve le cadavre de Bertred et, après avoir examiné le corps, constate que la botte de Bertred correspond à l'empreinte de cire. Il semble être le meurtrier d'Eluric. Le gardien chez Hynde révèle à Hugh et Cadfael que Bertred était à l'entrepôt la nuit précédente, où ils ont trouvé le rebord de la fenêtre cassé. Ils cherchent à l'intérieur mais ne trouvent aucune trace de la présence du couple la nuit précédente. 
Niall rend visite à sa fille. A son retour en pleine nuit, il aperçoit un homme à cheval avec une femme qu'il reconnaît comme étant Judith Perle. Il les suit pendant une heure lorsque Judith se sépare de l'homme à cheval, continuant seule. Niall l'entend alors crier qu'elle est attaquée avec un couteau, et se porte à son secours. Il se débat avec son agresseur et est blessé alors que l'attaquant s'enfuit. Niall et Judith continuent vers la Gué de Godric. Judith demande son aide à sœur Magdeleine, qui accepte de la soutenir, préservant ainsi sa réputation à Shrewsbury. 
À son retour en ville, Judith raconte son histoire à Hugh, y compris sa promesse de garder secret le nom de son ravisseur. Affirmant que le ravisseur était avec elle quand ils ont entendu Bertred tomber, elle assure qu'il ne l'a pas tué. Mais Vivian Hynde s'est déjà rendu à Hugh, qui promet de le relâcher plus tard. Cadfael demande à Sœur Magdeleine d'obtenir deux chaussures gauches bien usées de la maison de Judith, qui les envoie via un messager de confiance, Edwy Bellecote, le jeune charpentier. Cadfael examine la chaussure ayant appartenu à Bertred, qui ne correspond pas à l'empreinte du meurtrier de frère Eluric, mais la seconde chaussure correspond. Réalisant que le problème n'est pas terminé, Cadfael sort pour trouver le rosier en feu. L'attaquant a jeté une torche enflammée sur le mur sur le rosier couvert d'huile, qui est détruit. 
Tôt le jour de la translation de Sainte Winifred, Hugh demande au cousin de Judith, Miles Coliar, quand il a donné ses bottes à Bertred. La mère de Miles dit que c'était le jour où Eluric a été retrouvé mort. Miles a tué Eluric puis a donné ses bottes à Bertred, qui avoue tout et il est emmené par les hommes de Hugh dans l'attente de son procès. 
Judith se retrouve trahie par sa propre famille : Miles espérait qu'elle entrerait au couvent, lui laissant ainsi la boutique et la propriété. Il a détruit le rosier pour annuler la charte et faire en sorte que la maison redevienne son domaine. Eluric l'a pris sur le fait lors de la première attaque sur le rosier, et Miles l'a poignardé dans la panique. Plus tard, il a suivi Bertred à la propriété Hynde et l'a tué. La nuit suivante, il a suivi Judith jusqu'à la Ford de Godric, où il a tenté de la tuer. Miles est la seule personne ayant un motif de tuer Judith, car c'est le seul héritier de son entreprise et de ses biens. Il n'a probablement jamais eu l'intention de tuer Eluric, mais après le premier meurtre, il ne pouvait revenir en arrière. Judith reprend l'entreprise de drapier et décide d'annuler la charte avec l'abbaye, faisant un don complet de cette maison. 
Dans l'après-midi du 22, Niall et sa jeune fille Rosalba arrivent chez Judith avec une rose blanche. Il lui remet la rose, cueillit la veille du feu, garantissant ainsi la charte. Judith lui demande de rester, redécouvrant ses raisons de vivre.

## Personnages
- Frère Cadfael : moine bénédictin et herboriste à l'Abbaye de Shrewsbury à Shrewsbury . Il a environ 62 ans dans cette histoire.
- Hugh Beringar :  shérif du Shropshire, soutient le roi Étienne et est un ami proche de Cadfael. Il possède des manoirs à Maesbury dans le nord du comté. Hugh a environ 27 ans dans cette histoire et a été présenté dans Un cadavre de trop.
- Alan Herbard : jeune adjoint du shérif Hugh Beringar.
- Abbé Radulfus :  à la tête de l'abbaye de Shrewsbury de Saint Pierre et Saint Paul, basé sur le véritable abbé de cette année [1].
- Frère Anselm : maître de la chapelle et l'un des deux moines qui ont été témoins de la charte avec Judith Perle. Il a environ 10 ans de moins que Cadfael.
- Frère Eluric : moine à l'abbaye de Shrewsbury, c'est un oblat depuis l'âge de trois ans. Il a récemment fait ses vœux définitifs et a tout juste 20 ans.
- Sœur Magdeleine : religieuse à la cellule bénédictine du Gué de Godric. Elle apparaît la première fois dans Le lépreux de Saint-Gilles.
- Nial :  bronzier qui a une boutique et une maison dans la propriété donnée à l'abbaye par Judith Perle. Il était veuf depuis cinq ans et a une petite fille Rosalba. Le défunt père Adam (voir Les Ailes du Corbeau) lui a donné ce nom, signifiant rose blanche.
- Judith Perle : veuve et seule maîtresse du métier de drapier des Vertiers. Elle a 25 ans.
- Miles Coliar : cousin de Judith Perle, âgé de 27 ans. Il dirige l'entreprise familiale pour Judith.
- Agatha Coliar : mère de Miles, sœur de la défunte mère de Judith Perle. Elle est veuve, et avec Miles, les seuls membres encore vivants de la famille de Judith.
- Vivian Hynde : prétendant de Judith Perle. Son père William possède le plus grand troupeau de moutons dans les hautes terres du centre-ouest du comté. Il a quelques années de moins que Judith, et est plutôt irresponsable et déjà endetté.
- Godfrey Fuller : prétendant de Judith Perle. Teinturier et foulard local, un homme de la guilde qui est déjà veuf deux fois et se marie pour augmenter sa richesse et son pouvoir dans la ville. Il a environ 50 ans et est très direct dans la cour qu'il fait à Judith.
- Bertred : contremaître tisserand de Judith Perle et  prétendant avec peu de chance.
- Edwy Bellecote : fils du maître charpentier Martin Bellecote, 18 ans, et avec son père, fabricant du cercueil de Bertred. Il a été introduit dans Le Capuchon du Moine.
- Madog du bateau des morts : pêcheur gallois  de quelques années plus âgé que Cadfael. Expert dans la localisation des personnes noyées dans la Severn. Il a été mentionné pour la première fois dans Le Capuchon du Moine.

## Contexte historique
L'histoire se déroule dans la ville de Shrewsbury en 1141, à l'époque de l'anarchie, lorsque le roi Etienne commence à reprendre le dessus. Pendant la maladie du roi au début de l'année 1142, l'impératrice Mathilde s'installe à Oxford, tandis que son plus fidèle partisan, Robert de Gloucester, se rend en Normandie pour rencontrer son mari Geoffroy d'Anjou, et obtenir plus d'aide. L'action militaire du roi est loin du Shropshire, à Wareham et à Cirencester, donnant du cœur à ses partisans. Dans le Shropshire, les gens se concentrent en juin sur les tâches d'agriculture, sur la tonte des moutons, retardés par le gel tardif.  
Les personnages principaux de l'intrigue révèlent la vie quotidienne des artisans et des marchands. La veuve est riche car, n'ayant pas de fils dans la famille, elle a hérité de l'entreprise de son père. Elle a appris auprès de son père tous les aspects de l'entreprise de fabrication de tissu à partir de laine. Les hommes qui ont un œil sur elle et son entreprise sont tous dans la même strate de la société : son contremaître, son cousin, un homme avec de grands troupeaux de moutons, un teinturier prospère et un forgeron de bronze. Parce que son père est décédé, elle a la liberté inhabituelle de choisir son partenaire pour un nouveau mariage. Mais les pressions exercées sur elle par ceux qui recherchent une fusion économique par ce mariage ne cessent d'augmenter alors que son entreprise de vêtements continue de prospérer. 
Tous les aspects du métier de drapier sont décrits tout au long de l'histoire : de la tonte des moutons au cardage de la laine, la teinture, le foulage et le tissage, ainsi que les ingrédient utilisés dans les teintures. Cette ère marque le début de la formation de guildes artisanales en Angleterre. Une grande partie de l'artisanat drapier s'est développée dans la campagne, en dehors de Londres, où les innovations en cours se sont installées plus rapidement,.